# Верхоляне-2
Верхоляне-2 — деревня в Гдовском районе Псковской области России. Входит в состав городского поселения «Гдов» Гдовского района.
Расположена на берегу реки Черма, в 3 км к северо-востоку от Гдова на автодороге Гдов — Сланцы (Р60). К югу находится деревня Верхоляне-1.

## Население
Численность населения деревни по оценке на 2000 год составляет 95 жителей, на 2009 год — 108 жителей.

## История
До 2005 года деревня входила в состав ныне упразднённой Гдовской волости.